# Thlaspi kamtschaticum
Thlaspi kamtschaticum är en korsblommig växtart som beskrevs av Karavaev. Thlaspi kamtschaticum ingår i släktet skärvfrön, och familjen korsblommiga växter. Inga underarter finns listade i Catalogue of Life.